# Stavmagasin

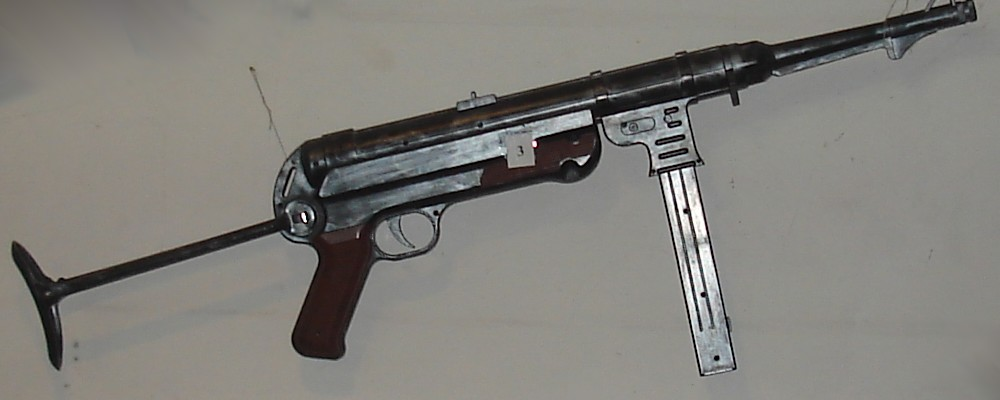
Tysk MP 40 med stavmagasin.

Stavmagasin, även kallad stångmagasin, är en typ av magasin för eldvapen. Magasintypen kännetecknas av att det är ett avlångt magasin. Vanligtvis är magasinet placerat under vapnet men det kan även vara placerat på sidan eller ovanpå vapnet. Stavmagasinet innehåller en eller flera rader med patroner och används främst till kulsprutepistoler och automatpistoler. Kulsprutepistol m/45 är ett exempel på vapen med stavmagasin.